# Marko Đira
Marko Đira, né le 5 mai 1999 à Šibenik en Croatie, est un footballeur croate qui évolue actuellement au poste de milieu défensif au Dinamo Zagreb.

## Biographie

### Carrière en club
Natif de Šibenik en Croatie, Marko Đira est formé par le club de sa ville natale, le HNK Šibenik avant de rejoindre en 2016 le centre de formation de l'un des clubs les plus importants du pays, le Dinamo Zagreb. Le 30 mars 2019 Marko Đira joue son premier match en professionnel, lors de la rencontre face au NK Inter Zaprešić, en championnat. Il entre en jeu à la place de Damian Kądzior ce jour-là et son équipe s'impose sur le score de un but à zéro. Ses quelques apparitions en championnat lui permettent d'être sacré Champion de Croatie en 2019.
Le 6 novembre 2019 il joue son premier match de Ligue des champions face au Chakhtar Donetsk en entrant en jeu à la place de Mislav Oršić. Les deux équipes se séparent sur un match nul riche en buts ce jour-là (3-3).
Le 11 mars 2020, il signe un nouveau contrat avec le Dinamo, d'une durée de cinq ans.
Le 7 août 2020, il est prêté au Lokomotiva Zagreb.
Le 19 janvier 2022, Marko Đira est prêté jusqu'à la fin de la saison au club slovène du FC Koper.

### Carrière en sélection nationale
Marko Đira est sélectionné avec l'équipe de Croatie des moins de 17 ans pour participer au Championnat d'Europe des moins de 17 ans en 2015, qui se déroule en Bulgarie. Il joue quatre matchs durant ce tournoi et la Croatie est battue en quarts de finale. Quelques mois plus tard, il participe à la Coupe du monde 2015 des moins de 17 ans avec cette même sélection. Il prend part à deux matchs dans ce tournoi.

## Palmarès

### En club
Dinamo Zagreb
- Champion de Croatie en 2019 et 2020

 FC Koper
- Vainqueur de la coupe de Slovénie en 2022